# Nikolaus av Tolentino
Nikolaus av Tolentino, född 1245 i Sant'Angelo in Pontano i Marche i Italien, död 10 september 1305 i Tolentino i Marche i Italien, var en italiensk romersk-katolsk präst, mystiker och munk inom augustinereremiterorden. Han vördas som helgon inom Romersk-katolska kyrkan; hans minnesdag firas den 10 september.
Vid 18 års ålder inträdde Nikolaus i augustinerorden och kom att tillbringa flera år i ett eremitkloster i närheten av Pesaro. Omkring år 1270 blev han prästvigd och anlitades ofta som predikant och själasörjare. 1275 anlände Nikolaus till Tolentino, där han föresatte sig att predika varje dag och så ofta som möjligt höra bikt. Han deltog även i vården av sjuka och döende i staden.
Nikolaus har fått sitt sista vilorum i basilikan San Nicola da Tolentino i Tolentino. Han helgonförklarades 1446 av påve Eugenius IV.